# Erika Wendt
Erika Wendt, född Schwarze den 20 september 1917 i Stralsund, död 9 april 2003 i Stockholm, var en tysk sekreterare vid underrättelsetjänsten Abwehr på Tyska legationen i Stockholm under andra världskriget. Hon rekryterades 1942 av den svenska underrättelsetjänsten som spion mot Nazityskland.
Erika Schwarze föddes i Stralsund och växte upp i Schlawe, där fadern var redaktör för ortens tidning tills den stängdes av nazisterna. Hon studerade bland annat svenska och konsthistoria i Greifswald och kom på grund av sina kunskaper i svenska att anställas av Abwehr 1940 och stationeras i Oslo 1941. Wendt arbetade från januari 1942 i Sverige som sekreterare åt Hans Georg Wagner, som var chef för den tyska underrättelsetjänsten Abwehr i Stockholm.
Hon rekryterades av Helmuth Ternberg vid den svenska C-byrån och började förmedla information om Gestapos agenter i Sverige. Sin största bedrift utförde hon då hon, efter att tyskarna bytt utrustning och nycklar till Enigma-krypteringsmaskinerna vid tyska legationen den 1 mars 1943, memorerade och överlämnade flera meddelanden i klartext. Om dessa klartextsmeddelanden kom dem tillhanda på Försvarets radioanstalt (FRA) som konkret sysslade med forceringen är oklart. När Wendt av Abwehr 1944 blev uppmanad att återvända till Tyskland, ovetandes om att hon hade blivit avslöjad, grep den svenska underrättelsetjänsten in och gav henne ny identitet. Hon bytte namn till Ellen Bergh och gömdes till en början på pensionat Fjällsjögården i Ångermanland. Den som avslöjat Wendt var byråinspektör Robert Paulson på Statens utlänningskommission, som angav flyktingar för tysk räkning. Han dömdes efter kriget mot sitt nekande till ett villkorligt fängelsestraff.
I sina memoarer, Kodnamn Onkel, skildrar Wendt sitt arbete som spion. Efter kriget arbetade hon som översättare.
Wendt uppmärksammades och belönades för sina insatser under andra världskriget först 1998, då hon slutligen fick ett erkännande för sina insatser under kriget i form av Säkerhetspolisens förtjänstmedalj i silver med inskriptionen "DU EN AV OSS". Detta skedde efter att Tore Forsberg, före detta chef för kontraspionaget, på uppdrag av Säkerhetspolisen började gå igenom organisationens historia. Under sitt arbete fann han uppgifter om en agent med kodnamnet "Onkel", och efter vidare efterforskningar hittade han Erika Wendt.

### Fotnoter
1. ↑  Erika Schwarze, Kodnamn Onkel, Bonniers 1993.
2. ↑  Frick, Lennart w. & Rosander, Lars (2004). Bakom Hemligstämpeln. Historiska Media. sid. 120
3. ↑  Wilhelm Agrell (2006). Stockholm som spioncentral. Historiska Media. sid. 50
4. ↑  Wilhelm Agrell (2006). Stockholm som spioncentral. Historiska Media. sid. 101
5. ↑  Wilhelm Agrell (2006). Stockholm som spioncentral. Historiska Media. sid. 54
6. ↑  Bengt Beckman, Svenska kryptobedrifter,  2005, ISBN 91-0-010619-4
7. ↑  Frick, Lennart w. & Rosander, Lars (2004). Bakom Hemligstämpeln. Historiska Media. sid. 125
8. 1 2  ”Ur MUST:s arkiv - nio nedslag i svensk underrättelse- och säkerhetstjänst - I hemlig tjänst”. Försvarets Forum nummer 4/2016. 2016. https://www.forsvarsmakten.se/sv/information-och-fakta/var-historia/artiklar/ur-musts-arkiv/. Läst 25 oktober 2024.
9. ↑  Frick, Lennart w. & Rosander, Lars (2004). Bakom Hemligstämpeln. Historiska Media. sid. 126
10. 1 2  Blekinge läns tidning - Tyska Erika Wendt var Sveriges bästa spion Arkiverad 11 april 2008 hämtat från the Wayback Machine.